# Франкоязычная католическая община Сингапура

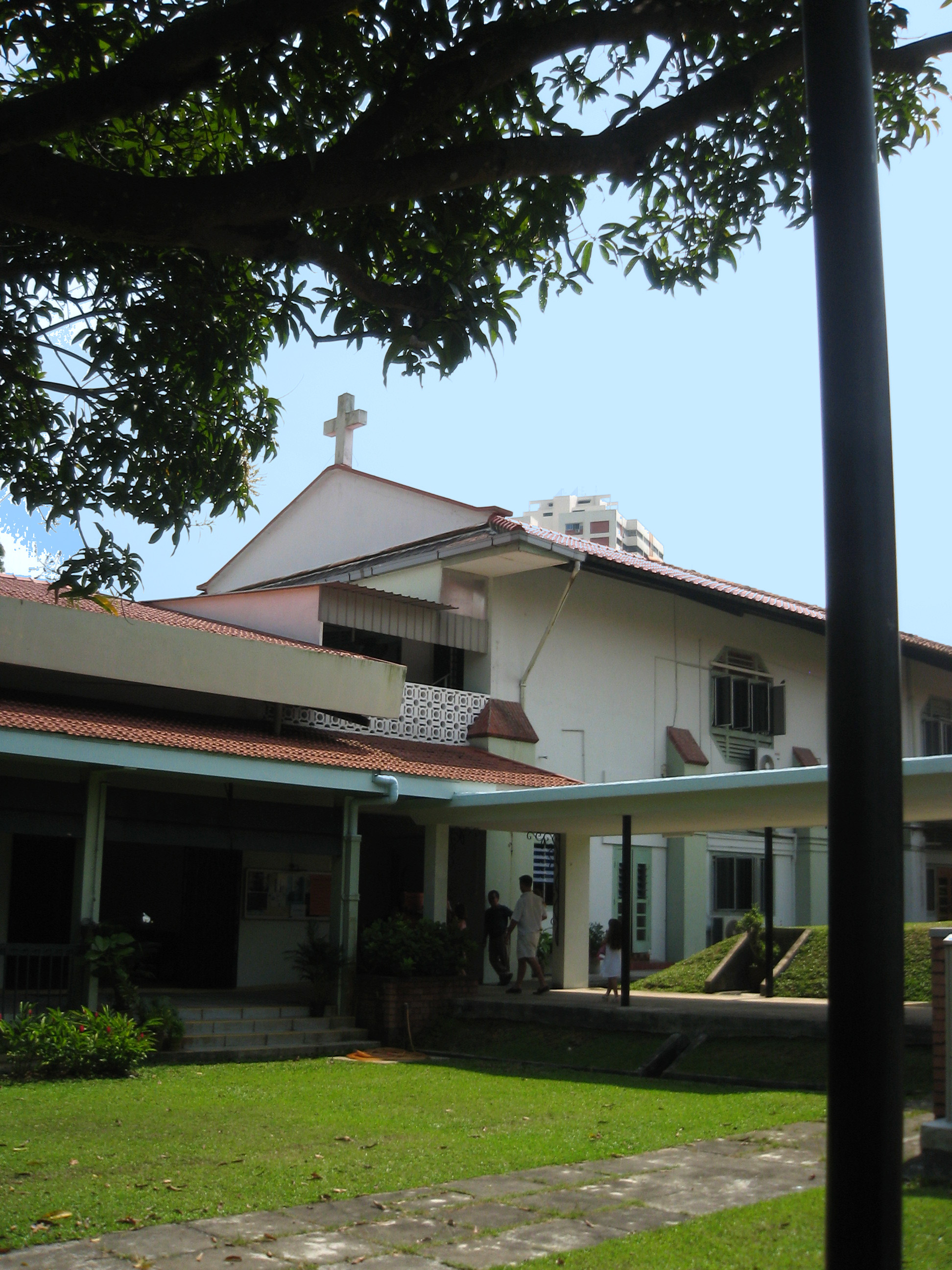
Часовня Доброго Пастыря, Сингапур

 Франкоязычная католическая община Сингапура  (фр. Communauté catholique francophone de Singapour) является частью Католической церкви в Сингапуре и объединяет около 250 семей разного происхождения, использующих французский язык. Франкоязычная община находится под патронажем Парижского общества заграничных миссий и имеет свою собственную часовню Доброго Пастыря, которая находится по адресу «Good Shepherd Chapel», Marymount convent, 790, Thomson road, Singapore. Пастырское попечение общиной осуществляется двумя священниками из архиепархии Сингапура.

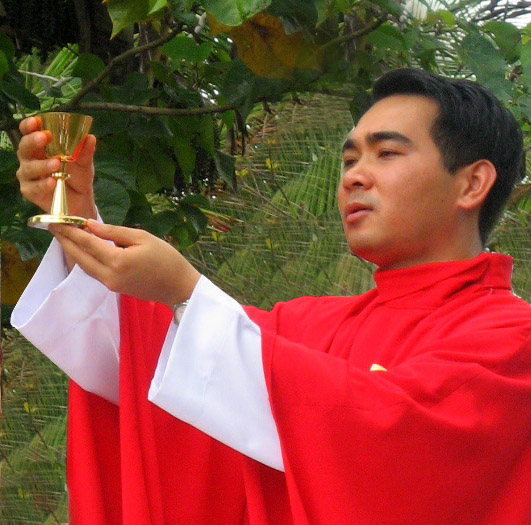
Священник франкоязычной общины Сингапура